# Los Pelukas
Los Pelukas fue una banda de rock colombiana fundada en la capital Bogotá a mediados de los años 60. 

## Historia
Los Pelukas es uno de los grupos más antiguos de rock en Colombia. Aparecen cuando la beatlemanía invade el continente americano; descubriendo la fama que alcanzan sus protagonistas: Los Beatles, imitan de enseguida su música y su estética, sólo agregando pelucas blancas a sus cabezas. Realizaron algunas presentaciones para televisión. De su discografía sólo existe un álbum grabado para Sonulux en 1964, titulado Los Pelukas son la locura desatada, versionando en él canciones de Los Beatles (6) y otros autores. El tema Cara de acuarela es original del grupo.

## Discografía
- "Son la locura desatada..." - Sonolux (1964)

## Integrantes
- Jaime Mondragon (Guitarra, Voz)
- Luis Alfonso Gutiérrez Silva (Bajo, Voz)
- Joe Armando "El Cocacolo" (Batería)
- Alberto Botero (Guitarra, voz)